# Allotinus albatus
Allotinus albatus är en fjärilsart som beskrevs av Felder 1865. Allotinus albatus ingår i släktet Allotinus och familjen juvelvingar. Inga underarter finns listade i Catalogue of Life.